# دالان‌کن دمگاه‌کرمی
دالان‌کن دمگاه‌کِرِمی (نام علمی: Geositta isabellina) نام یک گونه از سرده دالان‌کن‌ها است.